# رز پورتلند

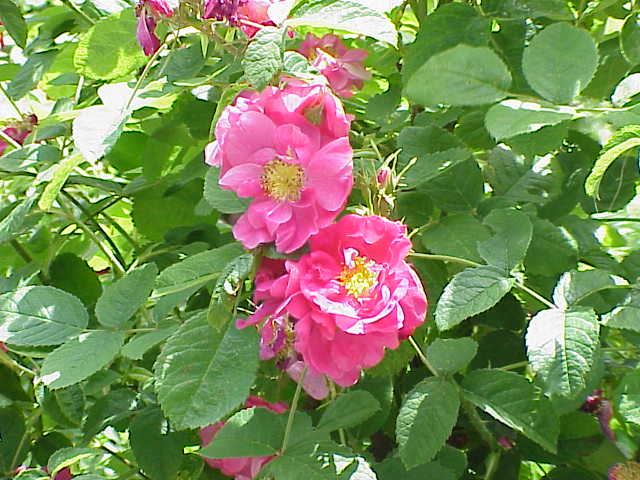
رز پورتلند

رز پورتلند (نام علمی: Rosa × portlandia) علامت اختصاری P، نام یک گروه از رزهای باغی قدیمی است. به نظر می‌رسد که از ترکیب گل گلاب پاییزی و یکی از انواع رز چینی به نام 'Rosa chinensis semperflorens' به وجود آمده باشد.  فصل گلدهی بیشتر انواع آن چهار فصل است. این گل خوشبو و معطر است.

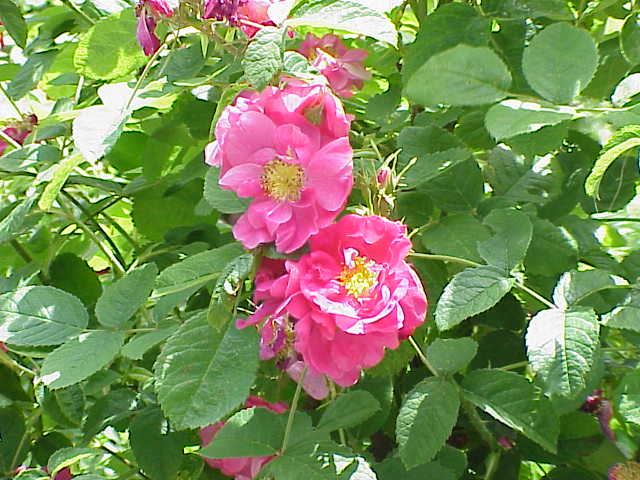
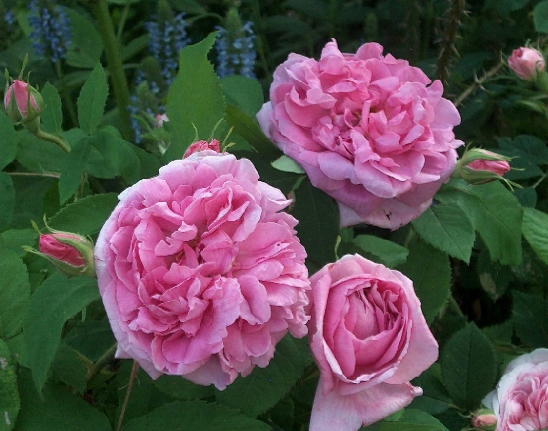
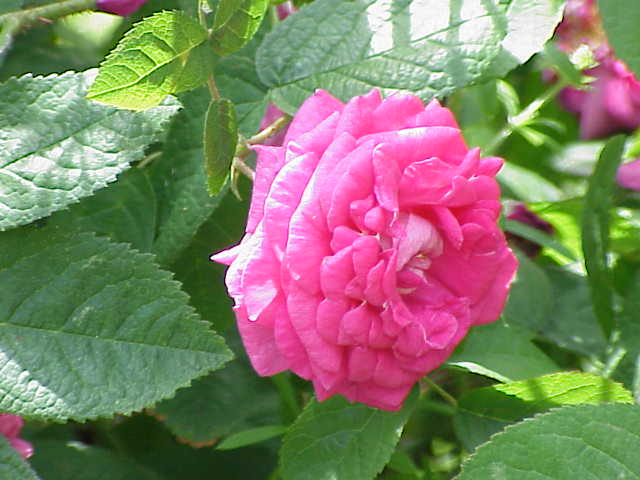
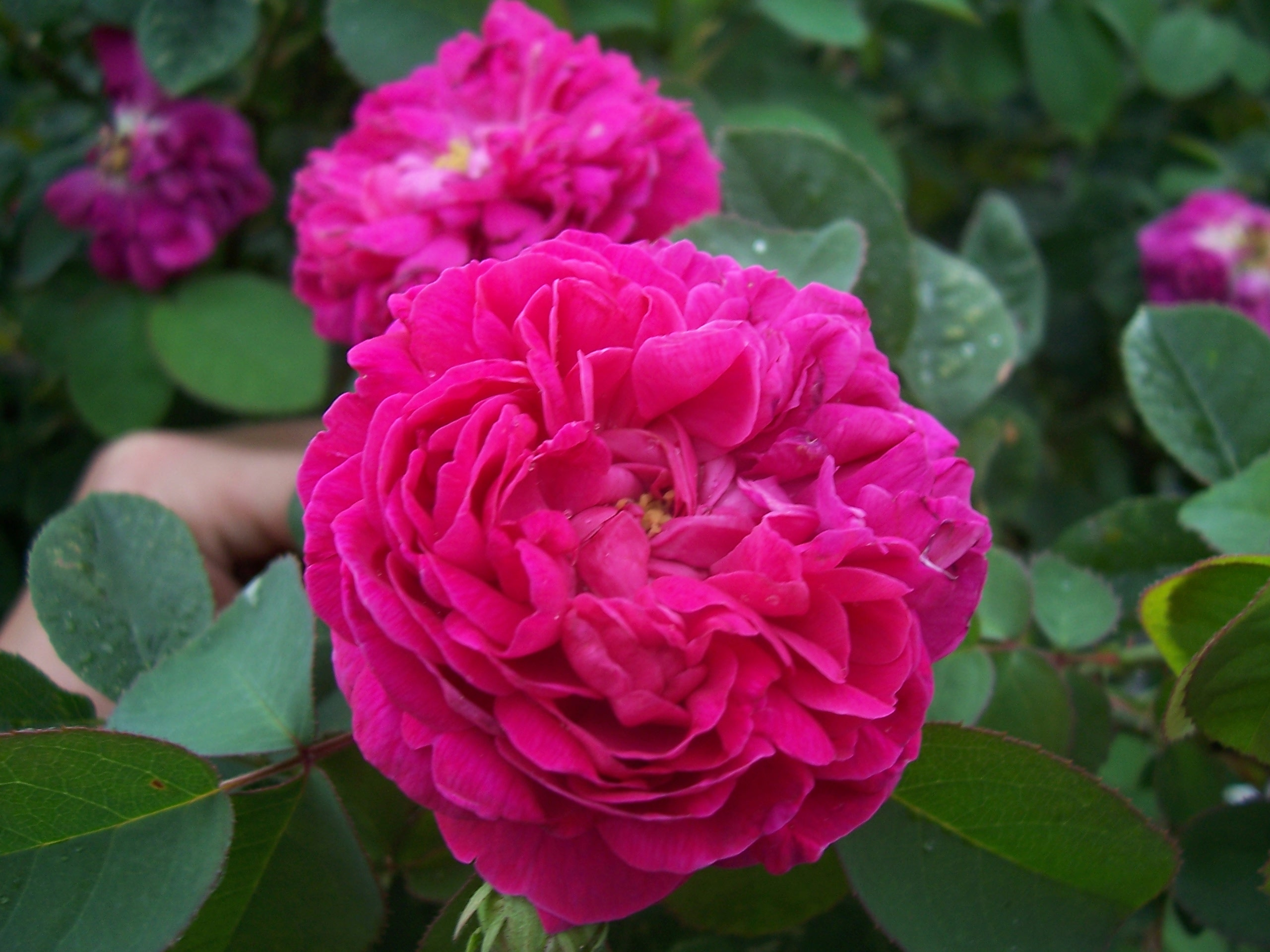